# Llista de diputats del Parlament de Catalunya (II Legislatura)
A continuació hi ha la llista de diputats del Parlament de Catalunya de la II legislatura, el conjunt de càrrecs electes que constitueixen el Parlament de Catalunya fruit dels resultats de les eleccions al Parlament de Catalunya de 1984.

## Diputats
Informació actualitzada per un bot. Els canvis manuals es perdran quan s'actualitzi!
| Imatge | Nom                                  | Grup                                                          | Circumscripció | Inici del mandat | Fi del mandat | Reemplaça                     | Reemplaçat                     | Dades                         |
| ------ | ------------------------------------ | ------------------------------------------------------------- | -------------- | ---------------- | ------------- | ----------------------------- | ------------------------------ | ----------------------------- |
|        | Joan Maria Abelló i Alfonso          | Grup Socialista al Parlament de Catalunya                     | Tarragona      | 17-05-1984       | 04-04-1988    |                               |                                | Modifica les dades a Wikidata |
|        | Macià Alavedra i Moner               | grup parlamentari de Convergència i Unió                      | Barcelona      | 17-05-1984       | 16-07-1986    |                               | Josep Pous i Ballbé            | Modifica les dades a Wikidata |
|        | Albert Alay i Serret                 | grup parlamentari d'Esquerra Republicana de Catalunya         | Barcelona      | 17-05-1984       | 04-04-1988    |                               |                                | Modifica les dades a Wikidata |
|        | Alfred Albiol i Paps                 | grup parlamentari de Convergència i Unió                      | Barcelona      | 17-05-1984       | 04-04-1988    |                               |                                | Modifica les dades a Wikidata |
|        | Ramon Aleu i Jornet                  | Grup Socialista al Parlament de Catalunya                     | Tarragona      | 17-05-1984       | 04-04-1988    |                               |                                | Modifica les dades a Wikidata |
|        | Jaume Aligué i Escudé                | grup parlamentari de Convergència i Unió                      | Lleida         | 17-05-1984       | 04-04-1988    |                               |                                | Modifica les dades a Wikidata |
|        | Ferran Ariño i Barberà               | grup parlamentari de Convergència i Unió                      | Barcelona      | 21-01-1985       | 04-04-1988    | Joan Vallvé i Ribera          |                                | Modifica les dades a Wikidata |
|        | Lluís Armet i Coma                   | Grup Socialista al Parlament de Catalunya                     | Barcelona      | 17-05-1984       | 04-04-1988    |                               |                                | Modifica les dades a Wikidata |
|        | Pere Ayguadé i Ayguadé               | Grup Socialista al Parlament de Catalunya                     | Lleida         | 17-05-1984       | 04-04-1988    |                               |                                | Modifica les dades a Wikidata |
|        | Joan Aymerich i Aroca                | grup parlamentari de Convergència i Unió                      | Barcelona      | 17-05-1984       | 04-04-1988    |                               |                                | Modifica les dades a Wikidata |
|        | Josep Maria Azorín i Ortiz           | Grup Parlamentari Popular                                     | Barcelona      | 13-10-1987       | 04-04-1988    | Joan Josep Folchi i Bonafonte |                                | Modifica les dades a Wikidata |
|        | Francesc Xavier Bada i Amatller      | grup parlamentari de Convergència i Unió                      | Lleida         | 17-05-1984       | 04-04-1988    |                               |                                | Modifica les dades a Wikidata |
|        | Rosa Barenys i Martorell             | Grup Socialista al Parlament de Catalunya                     | Barcelona      | 17-05-1984       | 04-04-1988    |                               |                                | Modifica les dades a Wikidata |
|        | Heribert Barrera i Costa             | grup parlamentari d'Esquerra Republicana de Catalunya         | Barcelona      | 17-05-1984       | 04-04-1988    |                               |                                | Modifica les dades a Wikidata |
|        | Agustí Maria Bassols i Parés         | grup parlamentari de Convergència i Unió                      | Barcelona      | 17-05-1984       | 04-04-1988    |                               |                                | Modifica les dades a Wikidata |
|        | Francesc Xavier Bigatà i Ribé        | grup parlamentari de Convergència i Unió                      | Barcelona      | 17-05-1984       | 04-04-1988    |                               |                                | Modifica les dades a Wikidata |
|        | Josep Borràs i Gené                  | grup parlamentari de Convergència i Unió                      | Lleida         | 17-05-1984       | 04-04-1988    |                               |                                | Modifica les dades a Wikidata |
|        | Juan Patricio Boza Chirino           | grup parlamentari de Convergència i Unió                      | Girona         | 17-07-1987       | 04-04-1988    | Concepció Ferrer i Casals     |                                | Modifica les dades a Wikidata |
|        | Josep Maria Bricall i Masip          | Grup Socialista al Parlament de Catalunya                     | Barcelona      | 17-05-1984       | 28-01-1986    |                               | Magí Cadevall i Soler          | Modifica les dades a Wikidata |
|        | Eduard Bueno Ferrer                  | Grup Parlamentari Popular                                     | Barcelona      | 17-05-1984       | 19-09-1985    |                               | Joan Esteve i Oriol            | Modifica les dades a Wikidata |
|        | Maria Pilar Busquet i Medan          | grup parlamentari de Convergència i Unió                      | Lleida         | 17-05-1984       | 04-04-1988    |                               |                                | Modifica les dades a Wikidata |
|        | Magí Cadevall i Soler                | Grup Socialista al Parlament de Catalunya                     | Barcelona      | 11-02-1986       | 04-04-1988    | Josep Maria Bricall i Masip   |                                | Modifica les dades a Wikidata |
|        | Arcadi Calzada i Salavedra           | grup parlamentari de Convergència i Unió                      | Girona         | 17-05-1984       | 04-04-1988    |                               |                                | Modifica les dades a Wikidata |
|        | Ramon Camp i Batalla                 | grup parlamentari de Convergència i Unió                      | Barcelona      | 17-05-1984       | 04-04-1988    |                               |                                | Modifica les dades a Wikidata |
|        | Ferran Camps i Vallejo               | grup parlamentari de Convergència i Unió                      | Barcelona      | 17-05-1984       | 04-04-1988    |                               |                                | Modifica les dades a Wikidata |
|        | Jaume Camps i Rovira                 | grup parlamentari de Convergència i Unió                      | Barcelona      | 17-05-1984       | 04-04-1988    |                               |                                | Modifica les dades a Wikidata |
|        | Pere Carbonell i Fita                | grup parlamentari de Convergència i Unió                      | Barcelona      | 17-05-1984       | 13-03-1985    |                               | Jaume Jané i Bel               | Modifica les dades a Wikidata |
|        | Enric Cardús i Llevat                | grup parlamentari de Convergència i Unió                      | Tarragona      | 17-05-1984       | 04-04-1988    |                               |                                | Modifica les dades a Wikidata |
|        | Martí Carnicer i Vidal               | Grup Socialista al Parlament de Catalunya                     | Tarragona      | 17-05-1984       | 04-04-1988    |                               |                                | Modifica les dades a Wikidata |
|        | Emilio Casals Parral                 | Grup Mixt                                                     | Tarragona      | 11-11-1986       | 04-04-1988    |                               |                                | Modifica les dades a Wikidata |
|        | Emilio Casals Parral                 | Grup Parlamentari Popular                                     | Tarragona      | 17-05-1984       | 11-11-1986    |                               |                                | Modifica les dades a Wikidata |
|        | Pere Casals i Lezcano                | grup parlamentari de Convergència i Unió                      | Girona         | 17-05-1984       | 04-04-1988    |                               |                                | Modifica les dades a Wikidata |
|        | Joan Casanelles i Ibars              | Grup Socialista al Parlament de Catalunya                     | Barcelona      | 17-05-1984       | 14-07-1986    |                               | Rafael Madueño i Sedano        | Modifica les dades a Wikidata |
|        | Marçal Casanovas i Guerri            | grup parlamentari d'Esquerra Republicana de Catalunya         | Girona         | 17-05-1984       | 04-04-1988    |                               |                                | Modifica les dades a Wikidata |
|        | Francesc Casares i Potau             | Grup Socialista al Parlament de Catalunya                     | Barcelona      | 17-05-1984       | 04-04-1988    |                               |                                | Modifica les dades a Wikidata |
|        | Enric Castellnou i Alberch           | grup parlamentari de Convergència i Unió                      | Barcelona      | 17-05-1984       | 04-04-1988    |                               |                                | Modifica les dades a Wikidata |
|        | Carlos Cigarrán Rodil                | Grup Socialista al Parlament de Catalunya                     | Barcelona      | 17-05-1984       | 24-01-1988    |                               | Joaquim Llach i Mascaró        | Modifica les dades a Wikidata |
|        | Higini Clotas i Cierco               | Grup Socialista al Parlament de Catalunya                     | Barcelona      | 17-05-1984       | 04-04-1988    |                               |                                | Modifica les dades a Wikidata |
|        | Joan Codina i Torres                 | Grup Socialista al Parlament de Catalunya                     | Barcelona      | 17-05-1984       | 04-04-1988    |                               |                                | Modifica les dades a Wikidata |
|        | Francesc Codina i Castillo           | grup parlamentari de Convergència i Unió                      | Barcelona      | 17-05-1984       | 04-04-1988    |                               |                                | Modifica les dades a Wikidata |
|        | Miquel Coll i Alentorn               | grup parlamentari de Convergència i Unió                      | Barcelona      | 17-05-1984       | 04-04-1988    |                               |                                | Modifica les dades a Wikidata |
|        | Josep Maria Coll i Majó              | grup parlamentari de Convergència i Unió                      | Barcelona      | 17-05-1984       | 04-04-1988    |                               |                                | Modifica les dades a Wikidata |
|        | Joan Colomines i Puig                | grup parlamentari de Convergència i Unió                      | Barcelona      | 17-05-1984       | 04-04-1988    |                               |                                | Modifica les dades a Wikidata |
|        | Víctor Manuel Colomé i Farré         | Grup Parlamentari Popular                                     | Lleida         | 17-05-1984       | 04-04-1988    |                               |                                | Modifica les dades a Wikidata |
|        | Ramon Coma i Casellas                | grup parlamentari de Convergència i Unió                      | Barcelona      | 17-05-1984       | 04-04-1988    |                               |                                | Modifica les dades a Wikidata |
|        | Joan Cornudella i Barberà            | Grup Socialista al Parlament de Catalunya                     | Barcelona      | 17-05-1984       | 26-03-1985    |                               | Gregorio Rísquez i Caballero   | Modifica les dades a Wikidata |
|        | Josep Maria Cullell i Nadal          | grup parlamentari de Convergència i Unió                      | Barcelona      | 17-05-1984       | 04-04-1988    |                               |                                | Modifica les dades a Wikidata |
|        | Josep Curto i Casadó                 | Grup Parlamentari Popular                                     | Tarragona      | 21-01-1985       | 04-04-1988    | Jordi Peris i Musso           |                                | Modifica les dades a Wikidata |
|        | Antoni Dalmau i Jover                | grup parlamentari de Convergència i Unió                      | Barcelona      | 17-05-1984       | 04-04-1988    |                               |                                | Modifica les dades a Wikidata |
|        | Joan Descals i Esquius               | grup parlamentari de Convergència i Unió                      | Tarragona      | 17-05-1984       | 04-04-1988    |                               |                                | Modifica les dades a Wikidata |
|        | Justo Domínguez de la Fuente         | Grup Socialista al Parlament de Catalunya                     | Barcelona      | 17-05-1984       | 04-04-1988    |                               |                                | Modifica les dades a Wikidata |
|        | Màrius Díaz i Bielsa                 | grup parlamentari del Partit Socialista Unificat de Catalunya | Barcelona      | 08-11-1987       | 04-04-1988    | Eulàlia Vintró Castells       |                                | Modifica les dades a Wikidata |
|        | Raimon Escudé i Pladellorens         | grup parlamentari de Convergència i Unió                      | Barcelona      | 17-05-1984       | 04-04-1988    |                               |                                | Modifica les dades a Wikidata |
|        | Ramon Espasa i Oliver                | grup parlamentari del Partit Socialista Unificat de Catalunya | Barcelona      | 17-05-1984       | 16-07-1986    |                               | Antoni Lucchetti i Farré       | Modifica les dades a Wikidata |
|        | Joan Esteve i Oriol                  | Grup Parlamentari Popular                                     | Barcelona      | 06-11-1985       | 04-04-1988    |                               |                                | Modifica les dades a Wikidata |
|        | Jorge Fernández Díaz                 | Grup Parlamentari Popular                                     | Barcelona      | 17-05-1984       | 04-04-1988    |                               |                                | Modifica les dades a Wikidata |
|        | Ramón Fernández Jurado               | Grup Socialista al Parlament de Catalunya                     | Barcelona      | 17-05-1984       | 26-06-1984    |                               | Maria Rosa Viadiu i Bellavista | Modifica les dades a Wikidata |
|        | Pilar Ferran Hernández               | Grup Socialista al Parlament de Catalunya                     | Barcelona      | 17-05-1984       | 04-04-1988    |                               |                                | Modifica les dades a Wikidata |
|        | Concepció Ferrer i Casals            | grup parlamentari de Convergència i Unió                      | Girona         | 17-05-1984       | 10-06-1987    |                               |                                | Modifica les dades a Wikidata |
|        | Albert Feu i Puig                    | Grup Parlamentari Popular                                     | Barcelona      | 23-06-1987       | 04-04-1988    | Domènec Romera i Alcázar      |                                | Modifica les dades a Wikidata |
|        | Joan Josep Folchi i Bonafonte        | Grup Parlamentari Popular                                     | Barcelona      | 17-05-1984       | 11-11-1986    |                               |                                | Modifica les dades a Wikidata |
|        | Joan Josep Folchi i Bonafonte        | Grup Mixt                                                     | Barcelona      | 11-11-1986       | 07-10-1987    |                               | Josep Maria Azorín i Ortiz     | Modifica les dades a Wikidata |
|        | Joan Ganyet i Solé                   | Grup Socialista al Parlament de Catalunya                     | Lleida         | 17-05-1984       | 04-04-1988    |                               |                                | Modifica les dades a Wikidata |
|        | Cipriano García Sánchez              | grup parlamentari del Partit Socialista Unificat de Catalunya | Barcelona      | 17-05-1984       | 04-04-1988    |                               |                                | Modifica les dades a Wikidata |
|        | Dionisi Garcia i Guillamon           | Grup Socialista al Parlament de Catalunya                     | Tarragona      | 17-05-1984       | 04-04-1988    |                               |                                | Modifica les dades a Wikidata |
|        | Luís Andrés García Sáez              | Grup Socialista al Parlament de Catalunya                     | Barcelona      | 17-05-1984       | 04-04-1988    |                               |                                | Modifica les dades a Wikidata |
|        | Xavier Garriga i Jové                | Grup Parlamentari Popular                                     | Barcelona      | 17-05-1984       | 11-11-1986    |                               |                                | Modifica les dades a Wikidata |
|        | Xavier Garriga i Jové                | Grup Mixt                                                     | Barcelona      | 11-11-1986       | 04-04-1988    |                               |                                | Modifica les dades a Wikidata |
|        | Isidre Gavín i Valls                 | grup parlamentari de Convergència i Unió                      | Lleida         | 17-05-1984       | 04-04-1988    |                               |                                | Modifica les dades a Wikidata |
|        | Florencio Gil Pachón                 | Grup Socialista al Parlament de Catalunya                     | Barcelona      | 17-05-1984       | 04-04-1988    |                               |                                | Modifica les dades a Wikidata |
|        | José Eduardo González Navas          | Grup Socialista al Parlament de Catalunya                     | Barcelona      | 17-05-1984       | 04-04-1988    |                               |                                | Modifica les dades a Wikidata |
|        | Vicenç de Paul González i Castells   | grup parlamentari de Convergència i Unió                      | Tarragona      | 17-05-1984       | 04-04-1988    |                               |                                | Modifica les dades a Wikidata |
|        | Josep Maria Graells i Forcada        | grup parlamentari de Convergència i Unió                      | Lleida         | 17-05-1984       | 04-04-1988    |                               |                                | Modifica les dades a Wikidata |
|        | Joan Josep Grau i Folch              | grup parlamentari de Convergència i Unió                      | Tarragona      | 17-05-1984       | 04-04-1988    |                               |                                | Modifica les dades a Wikidata |
|        | Francesc Guasch i Fernández          | grup parlamentari de Convergència i Unió                      | Lleida         | 17-05-1984       | 04-04-1988    |                               |                                | Modifica les dades a Wikidata |
|        | Joan Guitart i Agell                 | grup parlamentari de Convergència i Unió                      | Barcelona      | 17-05-1984       | 04-04-1988    |                               |                                | Modifica les dades a Wikidata |
|        | Xavier Guitart i Domènech            | Grup Socialista al Parlament de Catalunya                     | Girona         | 17-05-1984       | 04-04-1988    |                               |                                | Modifica les dades a Wikidata |
|        | Antoni Gutiérrez Díaz                | grup parlamentari del Partit Socialista Unificat de Catalunya | Barcelona      | 17-05-1984       | 10-06-1987    |                               | Francesc Padullés Esteban      | Modifica les dades a Wikidata |
|        | Joan Hortalà i Arau                  | grup parlamentari d'Esquerra Republicana de Catalunya         | Barcelona      | 17-05-1984       | 31-10-1984    |                               | Marc Aureli Vila i Comaposada  | Modifica les dades a Wikidata |
|        | Jaume Jané i Bel                     | grup parlamentari de Convergència i Unió                      | Barcelona      | 21-03-1985       | 04-04-1988    | Pere Carbonell i Fita         |                                | Modifica les dades a Wikidata |
|        | Ignasi Joaniquet i Sirvent           | grup parlamentari de Convergència i Unió                      | Barcelona      | 17-05-1984       | 04-04-1988    |                               |                                | Modifica les dades a Wikidata |
|        | Josep Laporte i Salas                | grup parlamentari de Convergència i Unió                      | Barcelona      | 17-05-1984       | 04-04-1988    |                               |                                | Modifica les dades a Wikidata |
|        | Joaquim Llach i Mascaró              | Grup Socialista al Parlament de Catalunya                     | Barcelona      | 07-03-1988       | 04-04-1988    | Carlos Cigarrán Rodil         |                                | Modifica les dades a Wikidata |
|        | Felip Lorda i Alaiz                  | Grup Socialista al Parlament de Catalunya                     | Barcelona      | 17-05-1984       | 04-04-1988    |                               |                                | Modifica les dades a Wikidata |
|        | África Lorente Castillo              | Grup Socialista al Parlament de Catalunya                     | Barcelona      | 17-05-1984       | 04-04-1988    |                               |                                | Modifica les dades a Wikidata |
|        | Antoni Lucchetti i Farré             | grup parlamentari del Partit Socialista Unificat de Catalunya | Barcelona      | 29-07-1986       | 28-07-1987    | Ramon Espasa i Oliver         | Ignasi Riera i Gassiot         | Modifica les dades a Wikidata |
|        | Rafael Madueño i Sedano              | Grup Socialista al Parlament de Catalunya                     | Barcelona      | 17-09-1986       | 04-04-1988    | Joan Casanelles i Ibars       |                                | Modifica les dades a Wikidata |
|        | Miquel Àngel Marimon i Fort          | grup parlamentari de Convergència i Unió                      | Tarragona      | 17-05-1984       | 04-04-1988    |                               |                                | Modifica les dades a Wikidata |
|        | Joan Josep Martí i Ferré             | grup parlamentari de Convergència i Unió                      | Tarragona      | 17-05-1984       | 04-04-1988    |                               |                                | Modifica les dades a Wikidata |
|        | Jordi Martínez Planas                | grup parlamentari de Convergència i Unió                      | Girona         | 17-05-1984       | 04-04-1988    |                               |                                | Modifica les dades a Wikidata |
|        | Frederic Martínez i Ibáñez           | grup parlamentari de Convergència i Unió                      | Girona         | 17-05-1984       | 04-04-1988    |                               |                                | Modifica les dades a Wikidata |
|        | Ricard Masó i Llunes                 | grup parlamentari de Convergència i Unió                      | Girona         | 17-05-1984       | 04-04-1988    |                               |                                | Modifica les dades a Wikidata |
|        | Marta Mata i Garriga                 | Grup Socialista al Parlament de Catalunya                     | Barcelona      | 17-05-1984       | 04-04-1988    |                               |                                | Modifica les dades a Wikidata |
|        | Isidre Molas i Batllori              | Grup Socialista al Parlament de Catalunya                     | Barcelona      | 17-05-1984       | 04-04-1988    |                               |                                | Modifica les dades a Wikidata |
|        | Josep Moliner i Florensa             | grup parlamentari de Convergència i Unió                      | Girona         | 17-05-1984       | 04-04-1988    |                               |                                | Modifica les dades a Wikidata |
|        | Josep Montalat i Cufí                | grup parlamentari de Convergència i Unió                      | Girona         | 17-05-1984       | 04-04-1988    |                               |                                | Modifica les dades a Wikidata |
|        | Miquel Montaña i Carrera             | grup parlamentari de Convergència i Unió                      | Lleida         | 17-05-1984       | 04-04-1988    |                               |                                | Modifica les dades a Wikidata |
|        | Josep Muntal i Julià                 | grup parlamentari de Convergència i Unió                      | Barcelona      | 17-05-1984       | 04-04-1988    |                               |                                | Modifica les dades a Wikidata |
|        | Joan Antoni Mur i Borràs             | grup parlamentari de Convergència i Unió                      | Tarragona      | 17-05-1984       | 04-04-1988    |                               |                                | Modifica les dades a Wikidata |
|        | Joaquim Nadal i Farreras             | Grup Socialista al Parlament de Catalunya                     | Lleida         | 17-05-1984       | 04-04-1988    |                               |                                | Modifica les dades a Wikidata |
|        | Manel Nadal i Farreras               | Grup Socialista al Parlament de Catalunya                     | Girona         | 17-05-1984       | 04-04-1988    |                               |                                | Modifica les dades a Wikidata |
|        | Trinitat Neras Plaja                 | grup parlamentari de Convergència i Unió                      | Girona         | 17-05-1984       | 04-04-1988    |                               |                                | Modifica les dades a Wikidata |
|        | Raimon Obiols i Germà                | Grup Socialista al Parlament de Catalunya                     | Barcelona      | 17-05-1984       | 04-04-1988    |                               |                                | Modifica les dades a Wikidata |
|        | Joan Oliart i Pons                   | Grup Socialista al Parlament de Catalunya                     | Barcelona      | 17-05-1984       | 04-04-1988    |                               |                                | Modifica les dades a Wikidata |
|        | Jaume Manel Oronich i Miravet        | grup parlamentari de Convergència i Unió                      | Lleida         | 17-05-1984       | 21-07-1987    |                               | Miquel Padilla i Díaz          | Modifica les dades a Wikidata |
|        | Esteve Orriols i Sendra              | grup parlamentari de Convergència i Unió                      | Barcelona      | 17-05-1984       | 04-04-1988    |                               |                                | Modifica les dades a Wikidata |
|        | Miquel Padilla i Díaz                | grup parlamentari de Convergència i Unió                      | Lleida         | 18-08-1987       | 04-04-1988    | Jaume Manel Oronich i Miravet |                                | Modifica les dades a Wikidata |
|        | Francesc Padullés Esteban            | grup parlamentari del Partit Socialista Unificat de Catalunya | Barcelona      | 11-08-1987       | 04-04-1988    | Antoni Gutiérrez Díaz         |                                | Modifica les dades a Wikidata |
|        | Emili Pallach i Carolà               | Grup Socialista al Parlament de Catalunya                     | Girona         | 17-05-1984       | 04-04-1988    |                               |                                | Modifica les dades a Wikidata |
|        | Pere Parera i Cartró                 | grup parlamentari de Convergència i Unió                      | Barcelona      | 17-05-1984       | 04-04-1988    |                               |                                | Modifica les dades a Wikidata |
|        | Jordi Parpal i Marfà                 | Grup Socialista al Parlament de Catalunya                     | Barcelona      | 17-05-1984       | 04-04-1988    |                               |                                | Modifica les dades a Wikidata |
|        | Pompeu Pascual i Busquets            | grup parlamentari de Convergència i Unió                      | Girona         | 17-05-1984       | 04-04-1988    |                               |                                | Modifica les dades a Wikidata |
|        | Jordi Peris i Musso                  | Grup Parlamentari Popular                                     | Tarragona      | 17-05-1984       | 05-01-1985    |                               | Josep Curto i Casadó           | Modifica les dades a Wikidata |
|        | Pere Pi-Sunyer i Bayo                | grup parlamentari de Convergència i Unió                      | Barcelona      | 17-05-1984       | 04-04-1988    |                               |                                | Modifica les dades a Wikidata |
|        | Joaquim Pibernat i Lleyxà            | grup parlamentari de Convergència i Unió                      | Barcelona      | 17-05-1984       | 06-08-1984    |                               | Juli Sanclimens i Genescà      | Modifica les dades a Wikidata |
|        | Ramon Pla i Nadal                    | grup parlamentari de Convergència i Unió                      | Barcelona      | 17-05-1984       | 04-04-1988    |                               |                                | Modifica les dades a Wikidata |
|        | Romà Planas i Miró                   | Grup Socialista al Parlament de Catalunya                     | Barcelona      | 17-05-1984       | 04-04-1988    |                               |                                | Modifica les dades a Wikidata |
|        | Ferran Pont i Puntigam               | grup parlamentari de Convergència i Unió                      | Barcelona      | 17-05-1984       | 04-04-1988    |                               |                                | Modifica les dades a Wikidata |
|        | Josep Pous i Ballbé                  | grup parlamentari de Convergència i Unió                      | Barcelona      | 29-07-1986       | 04-04-1988    | Macià Alavedra i Moner        |                                | Modifica les dades a Wikidata |
|        | Jordi Pujol i Soley                  | grup parlamentari de Convergència i Unió                      | Barcelona      | 17-05-1984       | 04-04-1988    |                               |                                | Modifica les dades a Wikidata |
|        | Simó Pujol i Folcrà                  | Grup Parlamentari Popular                                     | Barcelona      | 17-05-1984       | 04-04-1988    |                               |                                | Modifica les dades a Wikidata |
|        | Laureà Pérez Ciudad                  | Grup Socialista al Parlament de Catalunya                     | Tarragona      | 17-05-1984       | 04-04-1988    |                               |                                | Modifica les dades a Wikidata |
|        | Eugeni-Jesús Pérez-Moreno i Pallarés | grup parlamentari de Convergència i Unió                      | Barcelona      | 17-05-1984       | 04-04-1988    |                               |                                | Modifica les dades a Wikidata |
|        | Robert Ramírez i Balcells            | grup parlamentari de Convergència i Unió                      | Barcelona      | 17-05-1984       | 04-04-1988    |                               |                                | Modifica les dades a Wikidata |
|        | Enric Renau i Folch                  | grup parlamentari de Convergència i Unió                      | Barcelona      | 17-05-1984       | 04-04-1988    |                               |                                | Modifica les dades a Wikidata |
|        | Rafael Ribó i Massó                  | grup parlamentari del Partit Socialista Unificat de Catalunya | Barcelona      | 17-05-1984       | 04-04-1988    |                               |                                | Modifica les dades a Wikidata |
|        | Ignasi Riera i Gassiot               | grup parlamentari del Partit Socialista Unificat de Catalunya | Barcelona      | 11-08-1987       | 04-04-1988    | Antoni Lucchetti i Farré      |                                | Modifica les dades a Wikidata |
|        | Santiago Riera i Olivé               | Grup Socialista al Parlament de Catalunya                     | Barcelona      | 17-05-1984       | 04-04-1988    |                               |                                | Modifica les dades a Wikidata |
|        | Domènec Romera i Alcázar             | Grup Parlamentari Popular                                     | Barcelona      | 17-05-1984       | 03-06-1987    |                               | Albert Feu i Puig              | Modifica les dades a Wikidata |
|        | Gregorio Rísquez i Caballero         | Grup Socialista al Parlament de Catalunya                     | Barcelona      | 07-05-1985       | 04-04-1988    | Joan Cornudella i Barberà     |                                | Modifica les dades a Wikidata |
|        | Maria Rúbies i Garrofé               | grup parlamentari de Convergència i Unió                      | Lleida         | 17-05-1984       | 04-04-1988    |                               |                                | Modifica les dades a Wikidata |
|        | Josep Maria Sala i Grisó             | Grup Socialista al Parlament de Catalunya                     | Barcelona      | 17-05-1984       | 04-04-1988    |                               |                                | Modifica les dades a Wikidata |
|        | Flora Sanabra i Villarroya           | grup parlamentari de Convergència i Unió                      | Barcelona      | 17-05-1984       | 04-04-1988    |                               |                                | Modifica les dades a Wikidata |
|        | Juli Sanclimens i Genescà            | grup parlamentari de Convergència i Unió                      | Barcelona      | 15-11-1984       | 04-04-1988    | Joaquim Pibernat i Lleyxà     |                                | Modifica les dades a Wikidata |
|        | Josep Maria Santacreu Marginet       | Grup Parlamentari Popular                                     | Barcelona      | 17-05-1984       | 04-04-1988    |                               |                                | Modifica les dades a Wikidata |
|        | Antoni Santiburcio i Moreno          | Grup Socialista al Parlament de Catalunya                     | Barcelona      | 17-05-1984       | 04-04-1988    |                               |                                | Modifica les dades a Wikidata |
|        | Simeó Selga i Ubach                  | grup parlamentari de Convergència i Unió                      | Barcelona      | 17-05-1984       | 04-04-1988    |                               |                                | Modifica les dades a Wikidata |
|        | Josep Sendra i Navarro               | grup parlamentari de Convergència i Unió                      | Tarragona      | 17-05-1984       | 04-04-1988    |                               |                                | Modifica les dades a Wikidata |
|        | Maria del Carme Servitje i Mauri     | grup parlamentari de Convergència i Unió                      | Barcelona      | 17-05-1984       | 04-04-1988    |                               |                                | Modifica les dades a Wikidata |
|        | Domènec Sesmilo i Rius               | grup parlamentari de Convergència i Unió                      | Barcelona      | 17-05-1984       | 04-04-1988    |                               |                                | Modifica les dades a Wikidata |
|        | Antoni Siurana i Zaragoza            | Grup Socialista al Parlament de Catalunya                     | Girona         | 17-05-1984       | 04-04-1988    |                               |                                | Modifica les dades a Wikidata |
|        | Josep Xavier Soto i Cortés           | Grup Socialista al Parlament de Catalunya                     | Barcelona      | 17-05-1984       | 04-04-1988    |                               |                                | Modifica les dades a Wikidata |
|        | Antoni Subirà i Claus                | grup parlamentari de Convergència i Unió                      | Barcelona      | 17-05-1984       | 04-04-1988    |                               |                                | Modifica les dades a Wikidata |
|        | Josep Oriol Suñer i Carbó            | grup parlamentari de Convergència i Unió                      | Girona         | 17-05-1984       | 04-04-1988    |                               |                                | Modifica les dades a Wikidata |
|        | Daniel Terradellas i Redon           | Grup Socialista al Parlament de Catalunya                     | Girona         | 17-05-1984       | 04-04-1988    |                               |                                | Modifica les dades a Wikidata |
|        | Enric Ticó i Buxadós                 | grup parlamentari de Convergència i Unió                      | Barcelona      | 17-05-1984       | 04-04-1988    |                               |                                | Modifica les dades a Wikidata |
|        | Esteve Tomàs i Torrens               | Grup Socialista al Parlament de Catalunya                     | Barcelona      | 17-05-1984       | 04-04-1988    |                               |                                | Modifica les dades a Wikidata |
|        | Víctor Torres i Perenya              | grup parlamentari d'Esquerra Republicana de Catalunya         | Lleida         | 17-05-1984       | 04-04-1988    |                               |                                | Modifica les dades a Wikidata |
|        | Joan Vallvé i Ribera                 | grup parlamentari de Convergència i Unió                      | Barcelona      | 17-05-1984       | 19-02-1985    |                               | Ferran Ariño i Barberà         | Modifica les dades a Wikidata |
|        | Enric Vendrell i Duran               | grup parlamentari de Convergència i Unió                      | Tarragona      | 17-05-1984       | 04-04-1988    |                               |                                | Modifica les dades a Wikidata |
|        | Jaume Veray i Batlle                 | Grup Parlamentari Popular                                     | Girona         | 17-05-1984       | 04-04-1988    |                               |                                | Modifica les dades a Wikidata |
|        | Francesc Vernet i Mateu              | grup parlamentari de Convergència i Unió                      | Tarragona      | 17-05-1984       | 04-04-1988    |                               |                                | Modifica les dades a Wikidata |
|        | Maria Rosa Viadiu i Bellavista       | Grup Socialista al Parlament de Catalunya                     | Barcelona      | 19-07-1984       | 04-04-1988    | Ramón Fernández Jurado        |                                | Modifica les dades a Wikidata |
|        | Marc Aureli Vila i Comaposada        | grup parlamentari d'Esquerra Republicana de Catalunya         | Barcelona      | 15-11-1984       | 04-04-1988    | Joan Hortalà i Arau           |                                | Modifica les dades a Wikidata |
|        | Jaume Vila i Fontcuberta             | grup parlamentari de Convergència i Unió                      | Barcelona      | 17-05-1984       | 04-04-1988    |                               |                                | Modifica les dades a Wikidata |
|        | Eulàlia Vintró Castells              | grup parlamentari del Partit Socialista Unificat de Catalunya | Barcelona      | 17-05-1984       | 28-07-1987    |                               | Màrius Díaz i Bielsa           | Modifica les dades a Wikidata |
|        | Maties Vives i March                 | grup parlamentari del Partit Socialista Unificat de Catalunya | Tarragona      | 17-05-1984       | 04-04-1988    |                               |                                | Modifica les dades a Wikidata |
|        | Carles Viñas i Serra                 | grup parlamentari de Convergència i Unió                      | Barcelona      | 17-05-1984       | 04-04-1988    |                               |                                | Modifica les dades a Wikidata |